# Coryogalops
Coryogalops és un gènere de peixos de la família dels gòbids i de l'ordre dels perciformes.

## Taxonomia
- Coryogalops adamsoni (Goren, 1985)
- Coryogalops anomolus (Smith, 1958)
- Coryogalops bretti (Goren, 1991)
- Coryogalops bulejiensis (Hoda, 1983)
- Coryogalops monospilus (Randall, 1994)
- Coryogalops ochetica (Norman, 1927)
- Coryogalops sordida (Smith, 1959)
- Coryogalops tessellatus (Randall, 1994)
- Coryogalops william (Smith, 1948)[2][3][4][5][6][7]